# Coira
Coira ([ˈkɔira], toponimo italiano; in tedesco e ufficialmente Chur [kuːɐ̯], in francese Coire  [kwaʁ], in romancio Cuira ) è un comune svizzero di 36 336 abitanti del Canton Grigioni, nella regione Plessur; ha il titolo di città ed è la capitale del cantone e il capoluogo della regione.

## Geografia fisica
Coira è adagiata nell'alta valle del Reno e alla confluenza di importanti strade di valico con il sud delle Alpi.

## Origini del nome
Il nome della città ha origini controverse, oggetto di dibattito scientifico. La ricerca più antica derivava il toponimo, attestato per la prima volta intorno al 280 d.C. in un itinerario stradale romano (Itinerarium Antonini) come Curia, dal latino cūria ("casa del consiglio, assemblea del senato"), interpretandolo come cūria Raetia prīma (città principale, sede amministrativa della provincia Rezia (Raetia prima). Questa etimologia è stata successivamente confutata per motivi sia linguistici che storici: lo storico Theodor Mommsen aveva già respinto la derivazione da cūria, poiché Coira al tempo della prima attestazione non era ancora capitale della Raetia prima; dal punto di vista linguistico, il linguista Johann Ulrich Hubschmied ha dimostrato che la vocale radicale delle forme romance attuali Cuera/Cuoira non può derivare da una ū lunga, ma solo da una ǔ breve o da una ō lunga. Hubschmied ha quindi collegato il nome al celtico cŭria,  o al più antico korjā/korā ("stirpe, clan"), forse anche "sede della stirpe": una parola, documentata nelle lingue celtiche e in molti toponimi, etimologicamente imparentato con l'alto tedesco antico heri ("esercito"). Questa interpretazione è oggi indiscussa tra gli studiosi.

## Storia

### Preistoria
Scavi archeologici hanno rivelato che i primi insediamenti risalgono al Paleolitico (XI millennio a.C.); resti di fondamenta e oggetti dell'Età del bronzo e del ferro sono stati rinvenuti nella parte orientale del centro storico.

### Età antica
La città divenne campo fortificato sotto i Romani con il nome latino di Curia Raetorum nel 16-15 a.C; non è ancora dimostrato che dopo la ripartizione della provincia Rezia sotto l'imperatore Diocleziano Coira sia stata eletta capitale della provincia Rezia prima, che si estendeva dal lago di Costanza ai laghi dell'Italia settentrionale fino alla Val Venosta. Da Coira passava la via Spluga, strada consolare che collegava Milano con Bregenz passando dal passo dello Spluga.
Nel IV secolo fu istituita la diocesi di Coira, la prima al nord delle Alpi; una leggenda la vuole fondata da san Lucio di Coira, re britannico divenuto poi il primo vescovo della città del quale è santo patrono dal X secolo; tuttavia il primo vescovo menzionato nei documenti fu Asinio, che fu rappresentato dal vescovo di Como in una lettera sinodale del 451.

### Età medievale
Durante le invasioni barbariche del V secolo Coira fu un avamposto a nord del Regno ostrogoto che occupava l'intera penisola italiana e assunse il nome di Theodoricopolis; la cattedrale e il castello vescovile che sorgono sull'area dello Hof Chur, una terrazza rocciosa a pianta triangolare che digrada nella parte meridionale del nucleo urbano, spostarono il centro dell'insediamento sulla riva destra del fiume Plessur.

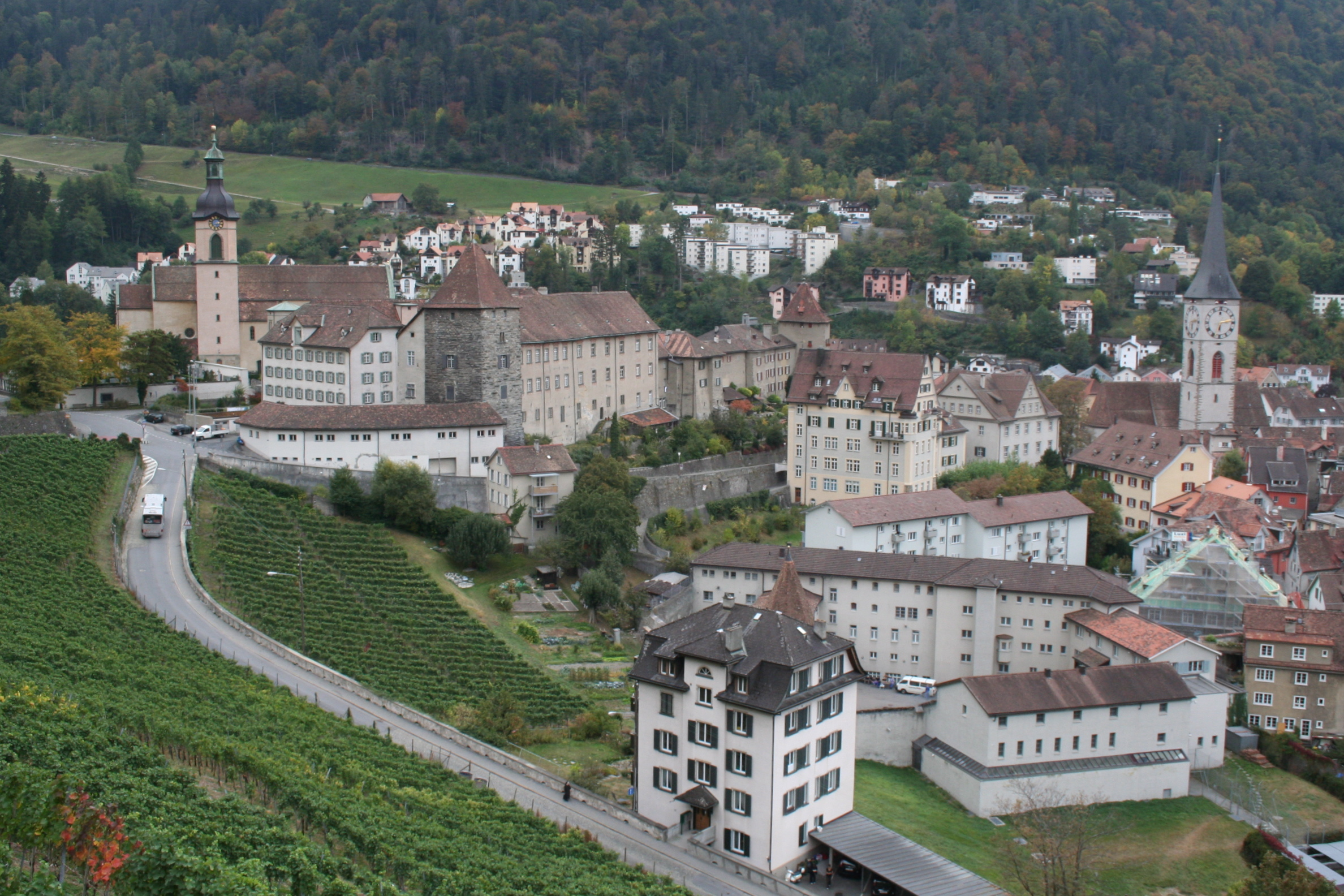
Hof Chur

Nel IX secolo fu sotto domino dei Franchi; solo quando si stabilì il Sacro Romano Impero nel X secolo, dopo il conflitto con i Magiari (nel biennio 925-926 distruzione della cattedrale) e con i Saraceni (nel 940 incendio della città e nel 954 una seconda maggiore invasione), la città fiorì di nuovo, grazie alla posizione favorevole su una delle più importanti vie di comunicazione nord-sud dell'Europa lungo l'alta valle del Reno accedendo al passo del Giulio e al passo del Settimo da un lato e al passo dello Spluga e al passo del San Bernardino dall'altro, controllati dai vescovi di Coira. Tutti i passi erano utilizzati fin dal tempo dei Romani ma ora divennero di importanza fondamentale per gli imperatori del Sacro Romano Impero, occupati politicamente e militarmente su entrambi i versanti delle Alpi. Ottone I di Sassonia insediò nel 951 il suo vassallo Hartpert come vescovo e concesse al vescovado ampi diritti e possedimenti.
Il potere temporale fu consolidato dal vescovo Egino (1163-1170), innalzato nel 1170 al titolo di principe, e si mantenne grazie al completo controllo della via di Settimo che collegava Coira con Chiavenna. Il vescovo quindi era un principe vescovo, a capo del principato vescovile di Coira (analogamente ai confinanti principati vescovili di Trento e di Bressanone e a diversi altri nel territorio del Sacro Romano Impero); per potere controllare i suoi territori (da Coira all'Engadina, alla Val Bregaglia, alla Val Venosta) assunse con il consenso o perfino su ordine dell'imperatore ministeriali (o avogadri), signori feudali di fiducia che controllavano e proteggevano il territorio con le armi: la famiglia Planta controllava l'Engadina, i territori centrali dei Grigioni invece furono affidati ai Von Vaz.
Nel XIII secolo la popolazione superava il migliaio di abitanti (artigiani, commercianti e agricoltori); la città era circondata da una cerchia di mura e non si sviluppò oltre questa delimitazione medievale fino al XVIII secolo. La costituzione della Lega Caddea nel 1367 segnò un primo passo verso l'attenuazione del controllo vescovile sulla vita della città, che poco dopo si dotò di un primo statuto; nel 1413 si menziona per la prima volta un borgomastro. Gli abitanti assaltano più volte tra il 1418 e il 1422 la sede vescovile, costringendo il vescovo Johannes Naso a fare concessioni: il vescovo, che mostrava un comportamento spesso complice degli Asburgo (signori dal 1363 della confinante contea del Tirolo), perse stima e potere.
Nel 1464 la cittadinanza si diede una costituzione che regolava le corporazioni e l'occupazione delle cariche cittadine (borgomastro, piccolo e grande consiglio). Essendo il più grande insediamento della Rezia, in conseguenza della Lega Caddea, Coira divenne il centro del potere economico e politico delle Tre Leghe, anche se si alternava con Davos e Ilanz come sede della dieta comune; nel 1489 la città ottenne l'alta corte di giustizia (competenza giudiziaria su furti, rapine, omicidi, violenze, stregoneria, omosessualità e infanticidio), ma le fu negato l'aspirato stato di città libera dell'Impero.

### Età moderna
Come espressione della completa emancipazione dal vescovo – che aveva mantenuto tra l'altro i diritti di dogana, di conio delle monete e di caccia – la città si unì alla Riforma; tuttavia restò sede della diocesi cattolica. Solo nel XVI secolo la lingua tedesca si affermò sul romancio, sebbene la sede episcopale fosse già in mano tedesca dal IX secolo; nonostante gli incendi del 1464 e del 1574 la città si sviluppò economicamente fino alla rivoluzione dei Cantoni nella guerra dei trent'anni, quando la città fu distrutta e gravemente colpita delle epidemie.

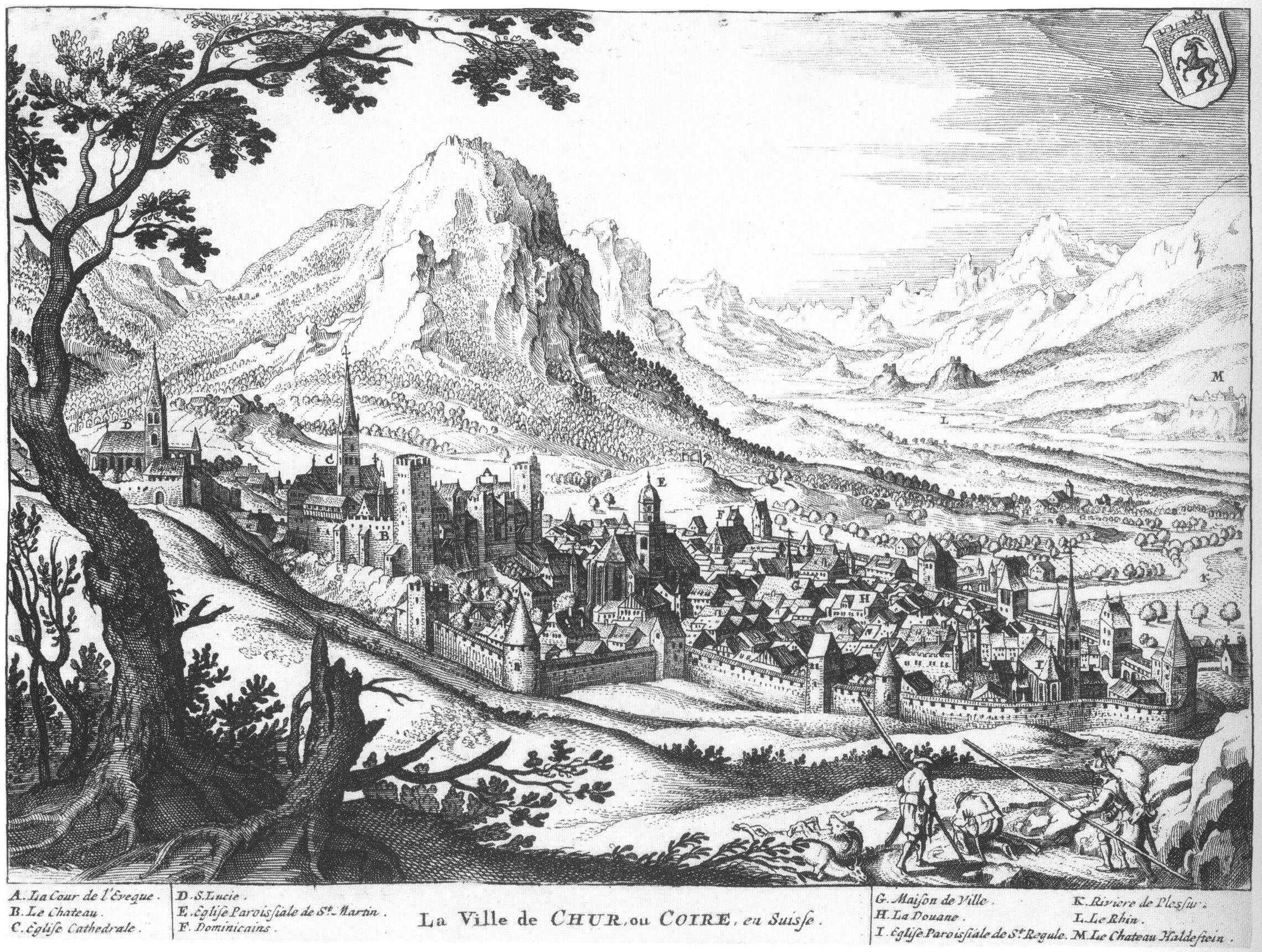
Coira nel 1642. Matthäus Merian, Topographia Helvetiae

Con la riforma protestante il vescovo nel 1524 fu costretto a lasciare la città, cedendola in amministrazione, mentre assumeva, in veste di conte dell'Alta Rezia (attuale parte alta della Val Venosta con annessi territori oggi svizzeri e austriaci), il diritto di partecipare alla Lega Caddea, alleata agli Svizzeri. Dopo vari tentativi, solo con i Cappuccini viene ricondotto in città il cattolicesimo nel 1635. Nella metà del XVII secolo la città riprese un pacifico sviluppo, sostenuto dal rinnovato traffico attraverso i valichi. Il principe-vescovo, pur senza feudi immediati, tornò ad avere diritto di voto e seggio alla Dieta imperiale dal 1654 fino al 1798, anno in cui il principato vescovile fu occupato dagli Svizzeri e poi secolarizzato nel 1801 da Napoleone.

### Età contemporanea

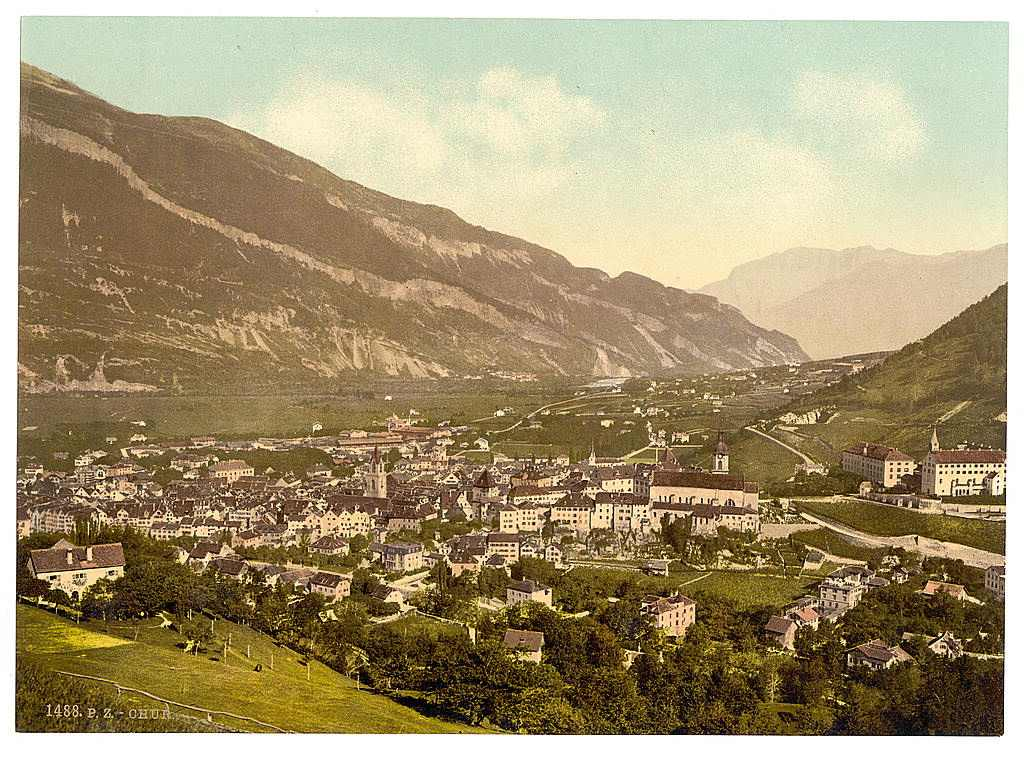
Coira nel 1900

Il principato vescovile fu soppresso nel 1803, anno in cui i Grigioni entrarono nella Confederazione elvetica; Coira divenne ufficialmente capitale del cantone nel 1820. Nel 1852 Hof Chur, la rocca vescovile che fino allora era rimasta indipendente dalla città, venne incorporata nel comune. Dopo la demolizione della cerchia delle mura cittadine, dalla fine del XIX fino alla seconda metà del XX secolo la città si sviluppò all'estensione attuale; nel 1939 la città incorporò l'insediamento di Sassal, nel 2020 il comune soppresso di Maladers e nel 2021 quello di Haldenstein.

## Monumenti e luoghi d'interesse

### Architetture religiose
- Hof Chur, cittadella vescovile[5][8][11]:

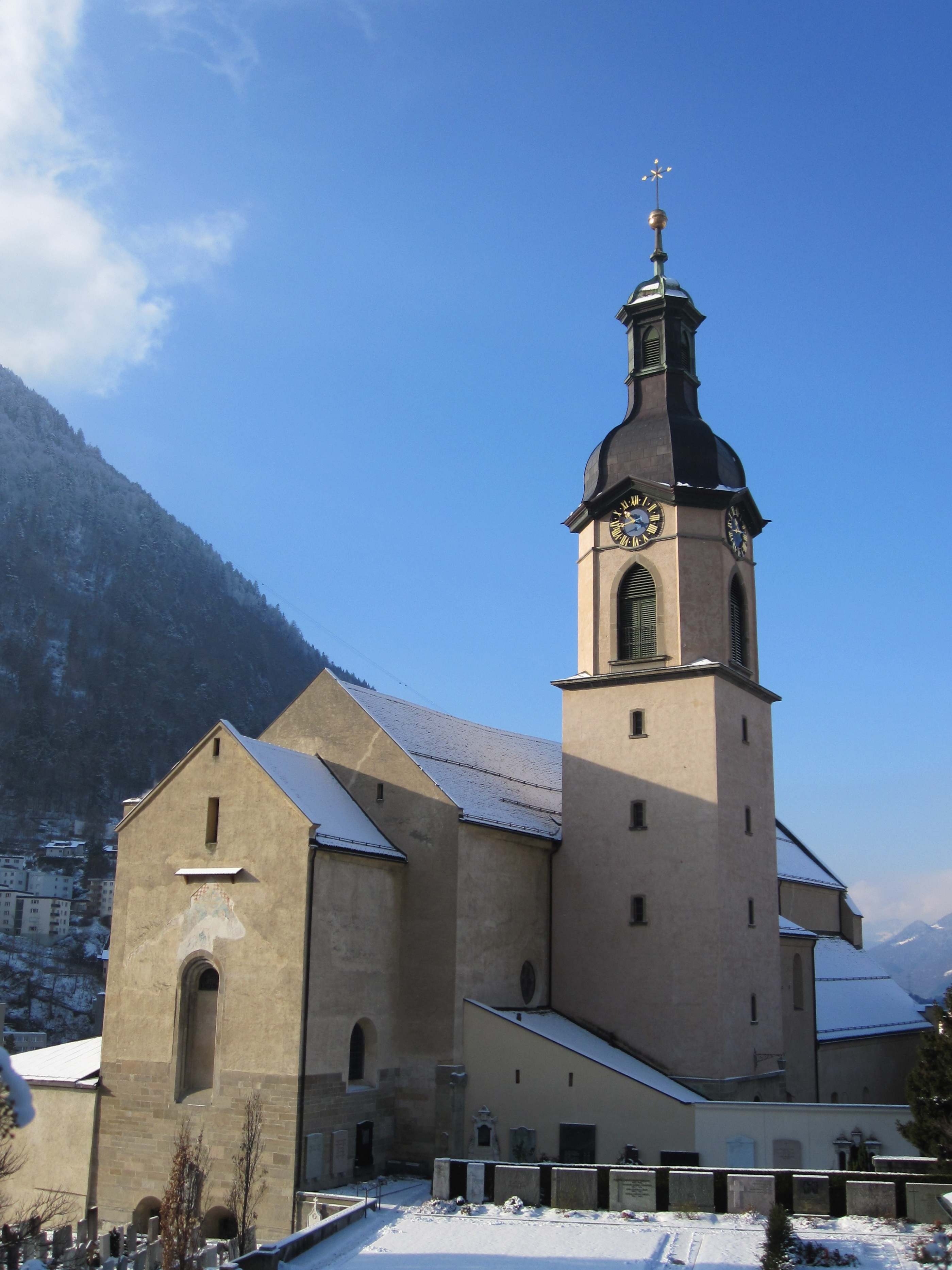
La cattedrale

  - Cattedrale cattolica di Santa Maria Assunta, consacrata nel 1272, eretta su un precedente edificio del V secolo;
  - Castello vescovile;
  - Chiesa cattolica di San Martino, eretta nell'VIII secolo e ricostruita;
- Chiesa cattolica di San Lucio, eretta nell'VIII secolo e ricostruita nel XIII e nel XIX secolo[5];
- Chiesa riformata di San Martino, eretta nel 1470-1492[5];
- Chiesa riformata di Santa Regula, eretta nel IX secolo e ricostruita nel 1494-1500[5].

### Architetture civili

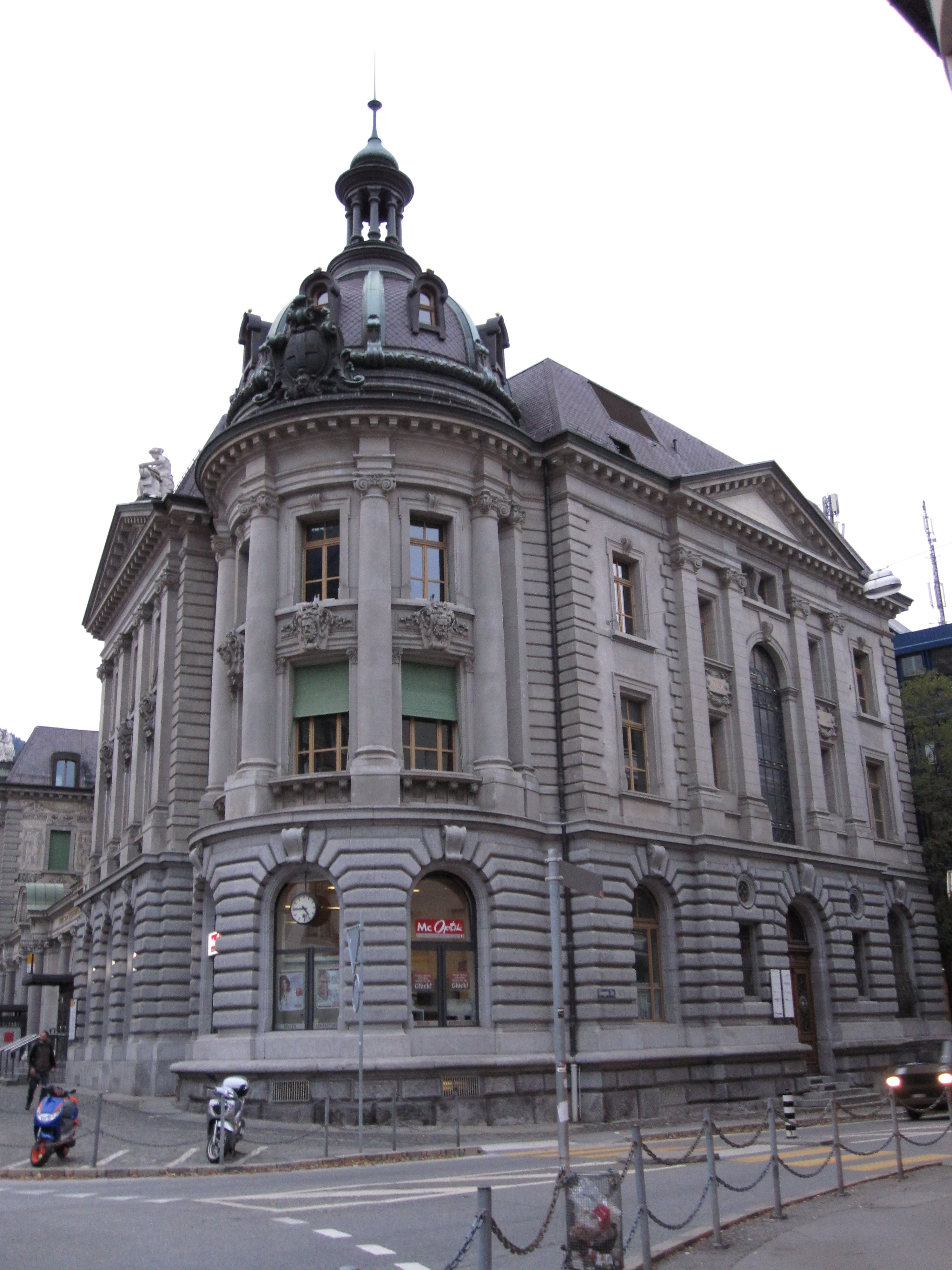
Il palazzo delle Poste

- Palazzo comunale (Rathaus), ricostruito dopo il 1464[5];
- Edifici di rappresentanza lungo la Grabenstrasse, ex fossato colmato a metà del XIX secolo[5]:
  - Villa Brunnengarten (1848);
  - Villa Planta (1876);
  - Sede del parlamento e del tribunale cantonale (1878);
  - Poste (1904);
  - Sede della Banca cantonale grigione (1911);
- Piazza delle Poste (Postplatz, 1858), centro del nucleo storico urbano[5].

### Siti archeologici
- Resti della città romana Curia Raetorum[5];
- Resti di una tomba del V secolo ove sorgeva la chiesa di Santo Stefano, distrutta nel XVI secolo[5].

## Società
Tabella riassuntiva dell'evoluzione demografica a Coira dal 1860 per popolazione, nazionalità, lingua e religione.
| Anno | Popolazione | Nazionalità     | Nazionalità    | Lingua          | Lingua        | Lingua         | Lingua         | Religione       | Religione       | Religione       |
| Anno | Popolazione | Svizzeri        | Stranieri      | Tedesco         | Italiano      | Romancio       | Altre          | Protestanti     | Cattolici       | Altre           |
| ---- | ----------- | --------------- | -------------- | --------------- | ------------- | -------------- | -------------- | --------------- | --------------- | --------------- |
| 1860 | 6 990       | 6 373 (91,17%)  | 617 (8,83%)    |                 |               |                |                | 4 253 (60,84%)  | 2 733 (39,10)%  | 4 (0,06%)       |
| 1880 | 8 753       | 7 866 (90,05%)  | 1 023 (11,71%) | 7 587 (86,75%)  | 250 (2,86%)   | 989 (11,32%)   | 39 (0,45%)     | 6 440 (73,73%)  | 2 431 (27,83)%  | 18 (0,21%)      |
| 1888 | 9 259       | 8 094 (87,42%)  | 1 165 (12,58%) | 7 799 (84,23%)  | 250 (2,70%)   | 1 158 (12,51%) | 52 (0,56%)     | 6 518 (70,40%)  | 2 729 (29,47%)  | 12 (0,13%)      |
| 1900 | 11 532      | 9 687 (84,00%)  | 1 845 (16,00%) | 9 288 (80,54%)  | 677 (5,87%)   | 1 466 (12,71%) | 101 (0,88%)    | 7 561 (65,57%)  | 3 962 (34,36%)  | 9 (0,08%)       |
| 1910 | 14 639      | 12 042 (82,26%) | 2 597 (17,74%) | 11 628 (79,43%) | 1 165 (7,96%) | 1 697 (11,59%) | 149 (1,02%)    | 9 200 (62,85%)  | 5 388 (36,81%)  | 51 (0,35%)      |
| 1930 | 15 574      | 13 685 (87,87%) | 1 889 (12,13%) | 12 926 (83,00%) | 822 (5,28%)   | 1 681 (10,79%) | 268 (1,72%)    | 9 777 (62,78%)  | 5 717 (36,71%)  | 80 (0,51%)      |
| 1950 | 19 382      | 17 852 (92,11%) | 216 (1,11%)    | 16 118 (83,16%) | 1 015 (5,24%) | 1 981 (10,22%) | 268 (1,38%)    | 11 700 (60,37%) | 7 466 (38,52%)  | 216 (1,11%)     |
| 1970 | 31 193      | 26 332 (84,42%) | 4 861 (15,58%) | 23 585 (75,61%) | 3 033 (9,72%) | 3 318 (10,64%) | 1 257 (4,03%)  | 15 331 (49,15%) | 15 462 (49,57%) | 400 (1,28%)     |
| 1990 | 32 868      | 27 259 (82,93%) | 5 609 (17,07%) | 25 719 (78,25%) | 2 040 (6,21%) | 2 269 (6,90%)  | 2 840 (8,64%)  | 14 021 (42,66%) | 15 944 (48,51%) | 2 903 (8,83%)   |
| 2000 | 32 989      | 27 061 (82,03%) | 5 928 (17,97%) | 26 715 (80,98%) | 1 692 (5,13%) | 1 765 (5,35%)  | 2 817 (8,54%)  | 12 710 (38,53%) | 14 713 (44,60%) | 5 566 (16,87%)  |
| 2020 | 36 336      | 28 650 (78,85%) | 7 686 (21,15%) | 26 828 (84,78%) | 2 034 (6,43%) | 1 671 (5,28%)  | 7 078 (22,37%) | 8 221 (25,98%)  | 10 894 (34,42%) | 12 533 (39,60%) |

### Evoluzione demografica
L'evoluzione demografica è riportata nella seguente tabella:
Abitanti censiti

### Etnie e minoranze straniere
Circa 15 000 dei 36 000 abitanti di Coira sono stranieri, secondo il censimento del 2020.

### Lingue e dialetti
Secondo il censimento del 2020 su 31 646 abitanti con più di 15 anni 26 828 (84,78%) sono di lingua tedesca, 2 034 (6,43%) di lingua italiana, 1 671 (5,28%) di lingua romancia, 372 (1,18%) di lingua francese.

### Religione
Secondo il censimento del 2020 su 31 647 abitanti con più di 15 anni i protestanti sono 8 221 (25,98%), i cattolici 10 894 (34,42%), gli appartenenti ad altre confessioni cristiane 1 903 (6,01%), i musulmani 1 378 (4,35%), gli appartenenti ad altre confessioni 397 (1,25%) e senza appartenenza religiosa 8 491 (26,83%).

## Cultura
Coira è sede della Pro Grigioni Italiano e della Lia Rumantscha, associazioni culturali finalizzate alla tutela della lingua e della cultura, rispettivamente, di lingua italiana e di lingua romancia del cantone.

### Musei

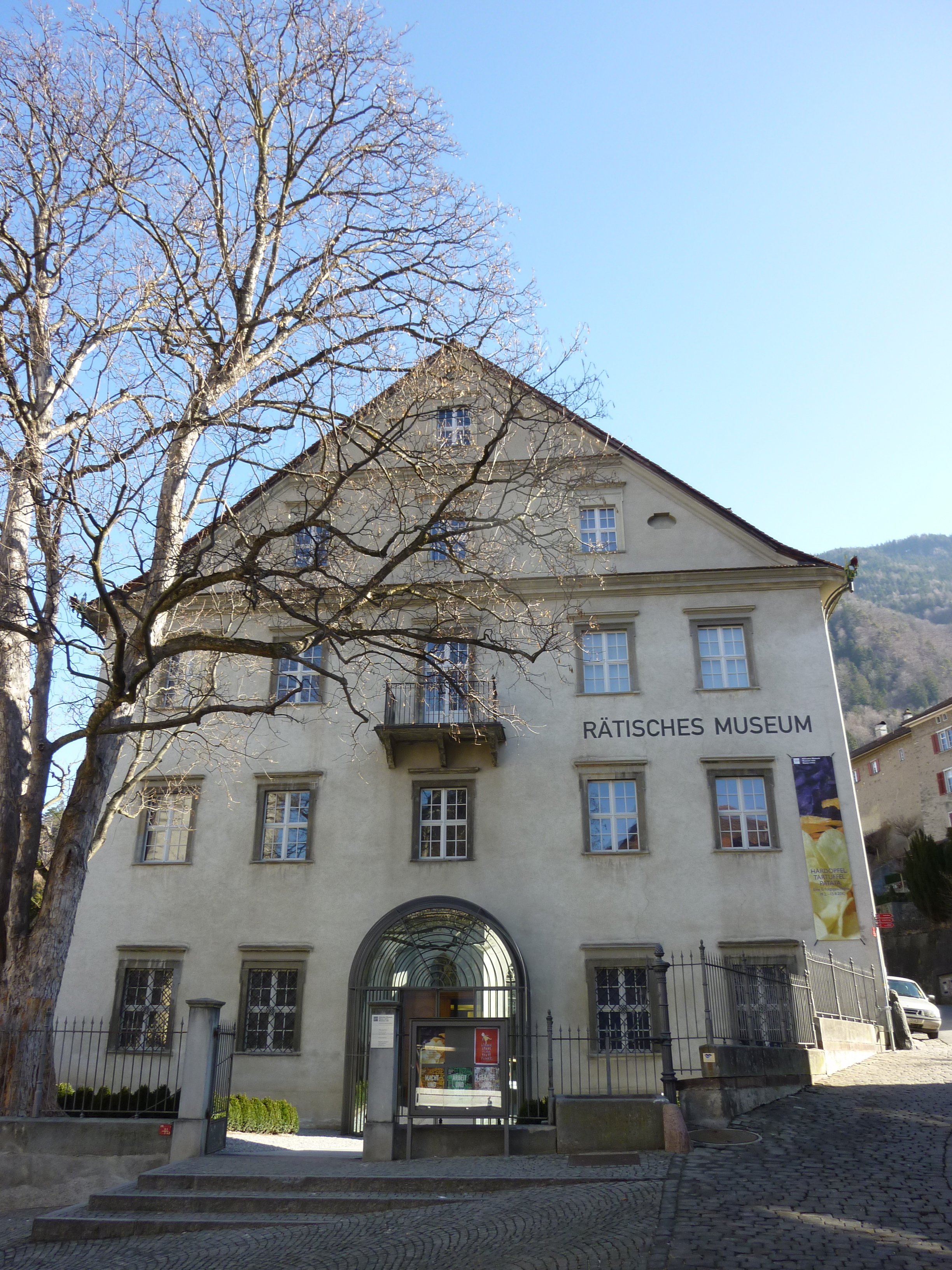
Il Museo retico

- Museo Retico (Rätisches Museum), fondato nel 1872[5]: si trova esattamente nel centro della città, vicino alla cattedrale, e ospita reperti archeologici che risalgono fino all'età della pietra, oggetti della storia e della tradizione locale e della civiltà di montagna;
- Museo d'arte dei Grigioni, fondato nel 1919[5];
- Museo della natura dei Grigioni[5].

### Media
- La Quotidiana, quotidiano in lingua romancia;
- RTR, struttura dell'azienda radiotelevisiva pubblica SRG SSR in lingua romancia.

## Geografia antropica
Coira è al centro di un'agglomerazione urbana (Churer Rheintal), l'unica di rilievo in una vasta area, che richiama pendolari dalle aree limitrofe e da tutta la parte settentrionale del Canton Grigioni.

### Quartieri
Tra i quartieri di Coira figurano:
- Ackermann
- Clawuz
- Hof Chur[11]
- Rheinquartier
- Salas
- Sennhof/Karlihof
- Welschdörfli

### Frazioni
Tra le frazioni di Coira figurano:

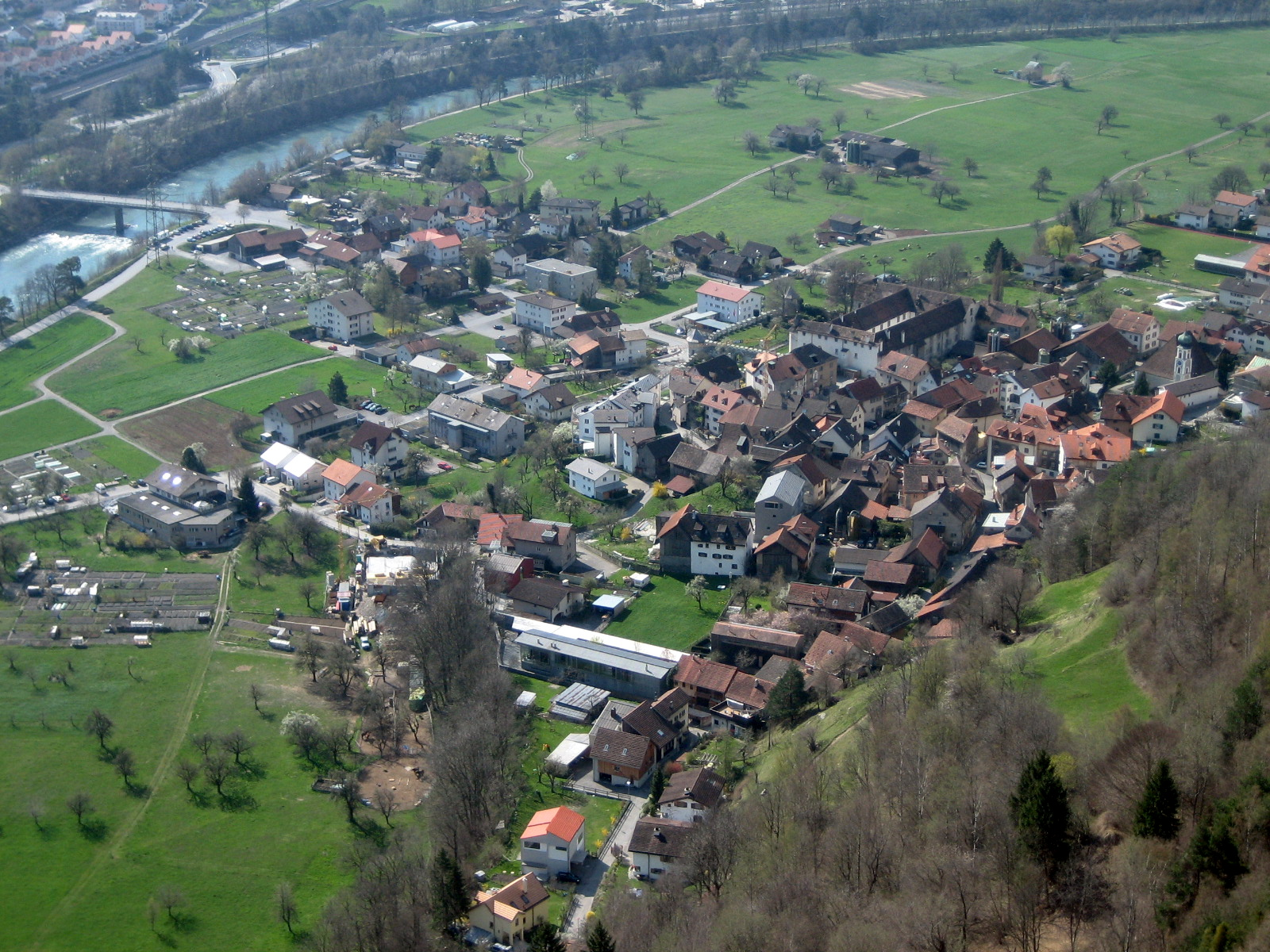
Haldenstein

- Araschgen (in parte appartenente al comune di Churwalden)[24]
- Haldenstein[25]
  - Batänja
- Lürlibad
- Maladers[26]
- Masans
  - Brandacker
  - Sax
- Sassal

## Economia
L'economia di Coira è incentrata sul settore terziario, soprattutto sui servizi legati ai trasporti e all'amministrazione pubblica; minor rilievo hanno le attività del settore secondario, con imprese di modeste dimensioni e diffuse per lo più nel circondario. A Coira nel 1780 il birraio grigionese Rageth Mathis fondò il birrificio Rhätische Aktienbrauereien, che nel 1971 prese il nome di Calanda Bräu ed ebbe grande sviluppo con il marchio Calanda, acquisito nel 1993 dall'olandese Heineken.

## Infrastrutture e trasporti

### Strade
Il territorio comunale di Coira è attraversato dall'A13 (Sankt Margrethen-Locarno) e sono presenti le uscite di Chur Nord e di Chur Süd. Da nord, proviene il tratto comune a due strade principali: la 3 (Basilea-Castasegna) e la 13 (Trasadingen-Brissago). Le due strade si separano sull'Obertorbrücke, che scavalca il fiume Plessur: la prima prosegue in direzione sud verso Tiefencastel, mentre la seconda si dirige a ovest verso Reichenau.

### Ferrovie

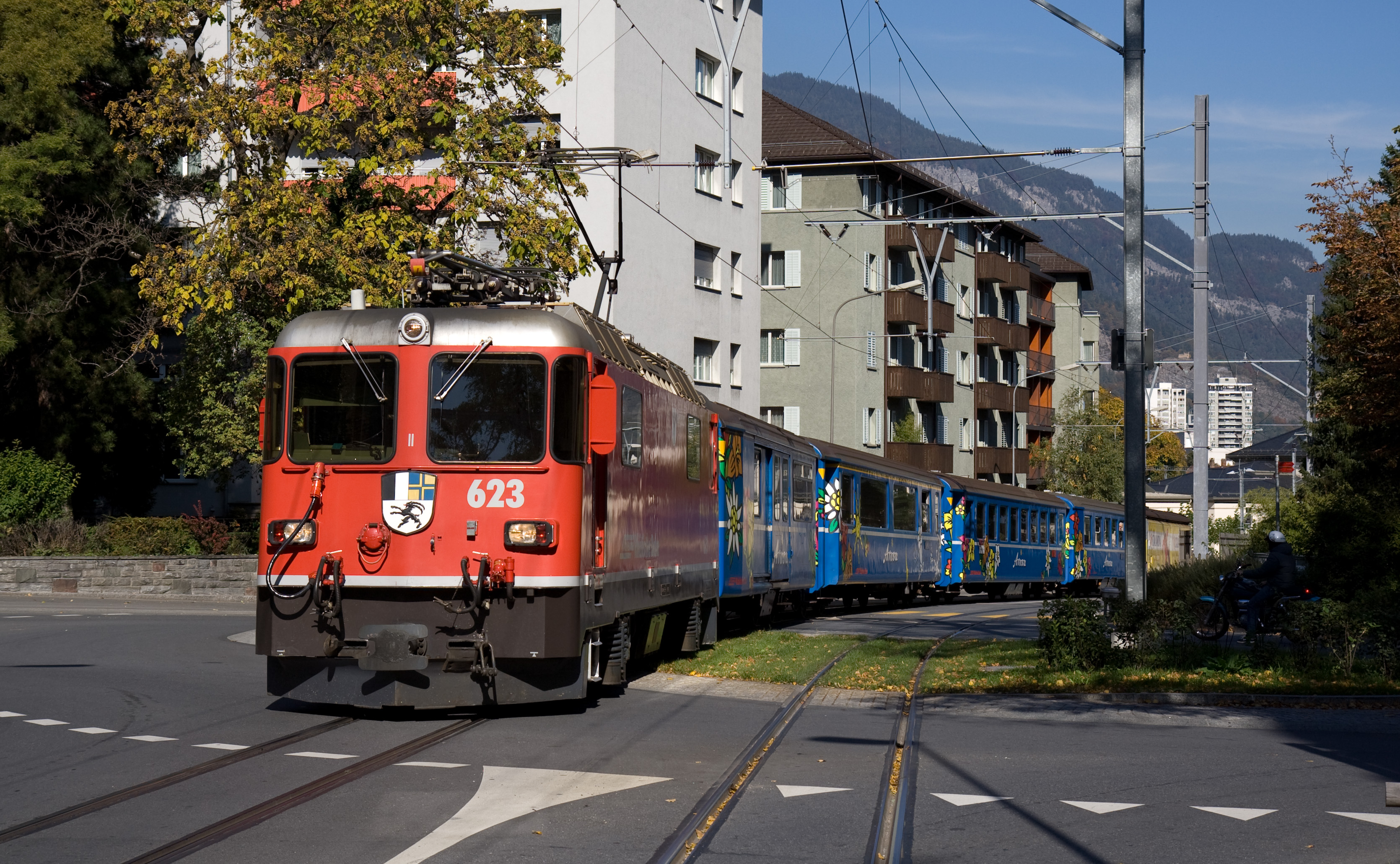
Un treno passeggeri della RhB mentre attraversa la Engadinestrasse

La stazione di Coira è capolinea della linea ferroviaria a scartamento ordinario proveniente da Rorschach, gestita dalle Ferrovie Federali Svizzere (FFS).
La città è sede della Ferrovia Retica (RhB) che esercisce una vasta rete di ferrovie a scartamento ridotto (1000 mm) nel Canton Grigioni. Il territorio comunale è infatti attraversato dalla Landquart-Coira-Thusis che serve la stazione centrale e anche le fermate di Coira Ovest, di Coira Wiesental e la stazione di Haldenstein.
Nel piazzale antistante la stazione di Coira si trova il capolinea della ferrovia per Arosa, altra ferrovia della RhB, che percorre il suo tratto iniziale in sede promiscua sulle strade del centro abitato della città come la Engadinestrasse, la Grabenstrasse, la Plessursquai e la Sandstrasse. Dopo aver raggiunto il Sassalbrücke, la ferrovia inizia il suo percorso in sede propria lungo la Schanfigg, la valle solcata dal Plessur. Lungo il percorso in sede promiscua, sulla Plessurquai, si trova la fermata di Coira Città Vecchia.
La rete celere di Coira è composta da due linee, entrambe con cadenzamento a frequenza oraria e che impiegano le ferrovie della Retica. La stazione di Coira è servita anche dalla S12 della rete celere di San Gallo che la collega alla stazione di Sargans.

### Impianti a fune
A Coira è presente la funivia del Brambrüesch.

### Mobilità urbana
Coira è servita dalla rete autobus del Transreno che vede la collaborazione di Chur Bus, la società locale che si occupa del trasporto pubblico urbano e suburbano su gomma della città, e di AutoPostale Svizzera.

## Amministrazione

### Sindaci
| Periodo | Periodo   | Primo cittadino       | Partito | Carica  | Note            |
| ------- | --------- | --------------------- | ------- | ------- | --------------- |
| 1895    | 1904      | Richard Camenisch     | FDP     | Sindaco | [ 32 ]          |
| 1904    | 1911      | Oreste Olgiati        | FDP     | Sindaco | [ 33 ]          |
| 1911    | 1915      | Robert Pedotti        |         | Sindaco | [ senza fonte ] |
| 1915    | 1926      | Georg Hartmann        |         | Sindaco | [ 34 ]          |
| 1926    | 1935      | Adolf Nadig           | FDP     | Sindaco | [ 35 ]          |
| 1936    | 1951      | Gian Mohr             | FDP     | Sindaco | [ 36 ]          |
| 1951    | 1960      | Johann Anton Caflisch | FDP     | Sindaco | [ 37 ]          |
| 1960    | 1972      | Georg Sprecher        | FDP     | Sindaco | [ 38 ]          |
| 1973    | 1988      | Andrea Melchior       |         | Sindaco | [ senza fonte ] |
| 1988    | 1996      | Rolf Stiffler         |         | Sindaco | [ senza fonte ] |
| 1996    | 2000      | Christian Aliesch     |         | Sindaco | [ senza fonte ] |
| 2001    | 2012      | Christian Boner       |         | Sindaco | [ 39 ]          |
| 2012    | in carica | Urs Marti             | PLR     | Sindaco | [ 1 ]           |

### Gemellaggi
Coira è gemellata con:
- Bad Homburg vor der Höhe
- Cabourg
- Mayrhofen
- Mondorf-les-Bains
- Terracina

## Sport
A Coria hanno sede le squadre di calcio Fussballklub Chur 97, di football americano Calanda Broncos e di hockey su ghiaccio HC Coira.